# Diambogne
Les deux navires Diambogne et son sister-ship Aguène du nom des ancêtres mythiques des Diolas et des Sérères - deux ethnies du Sénégal -, sont venus suppléer le navire Aline Sitoé Diatta qui assurait seul la liaison maritime Dakar-Ziguinchor.

## Descriptions
Le Diambogne a une capacité de 200 passagers et 13 camions chargés à 35 tonnes chacun. Il sert au transport de personnes, de véhicules et de marchandises. Il ne possède pas de cabines ni de restaurant contrairement à l'Aline Sitoé Diatta. Les passagers voyagent en fauteuil et chacun a droit à 20 kg de bagages. La durée du trajet est d’environ 15 h.
Le consortium sénégalais d’activités maritimes (COSAMA) est chargé de l’exploitation commerciale de cette liaison maritime. Trois navires assurent maintenant la liaison Dakar-Zinguichor avec escale à Karabane. Le Diambogne effectue la rotation deux fois par semaine en alternance avec l'Aguène.

## Renforcement de la liaison maritime

### Particularité géographique

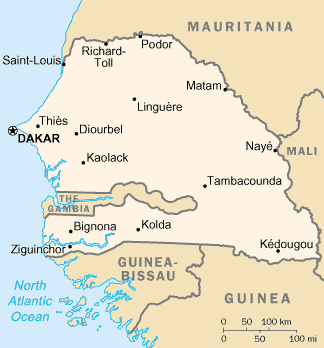
Carte du Sénégal

La Casamance est une région du Sénégal qui doit son nom au fleuve Casamance qui est navigable sur 70 km de l’embouchure jusqu'à Ziguinchor, capitale administrative de la région. 
L’enclavement est la contrainte majeure à laquelle cette région est confrontée.  Située entre la Gambie et la Guinée Bissau, la Casamance se trouve isolée du reste du territoire sénégalais. Le désenclavement se fait principalement par la liaison maritime avec la capitale du pays, Dakar. 

### Économie maritime de la Casamance
L’économie régionale repose essentiellement sur l’agriculture et la pêche. Le fleuve, son réseau hydrographique, la douceur de son climat et la fertilité des terres font de la Casamance le grenier du Sénégal.
Le transport des marchandises par la route est beaucoup trop long pour les produits périssables et revient très cher. Le transport des productions locales (céréales, fruits et produits de la pêche) s’effectue  donc par la mer.
Le ferry est le cordon ombilical entre la Casamance et le reste du pays. Il est essentiel pour l’économie de la région et le transport des marchandises. C’est pourquoi deux nouveaux bateaux sont venus renforcer les échanges Dakar-Ziguinchor .